# Velia (colina)

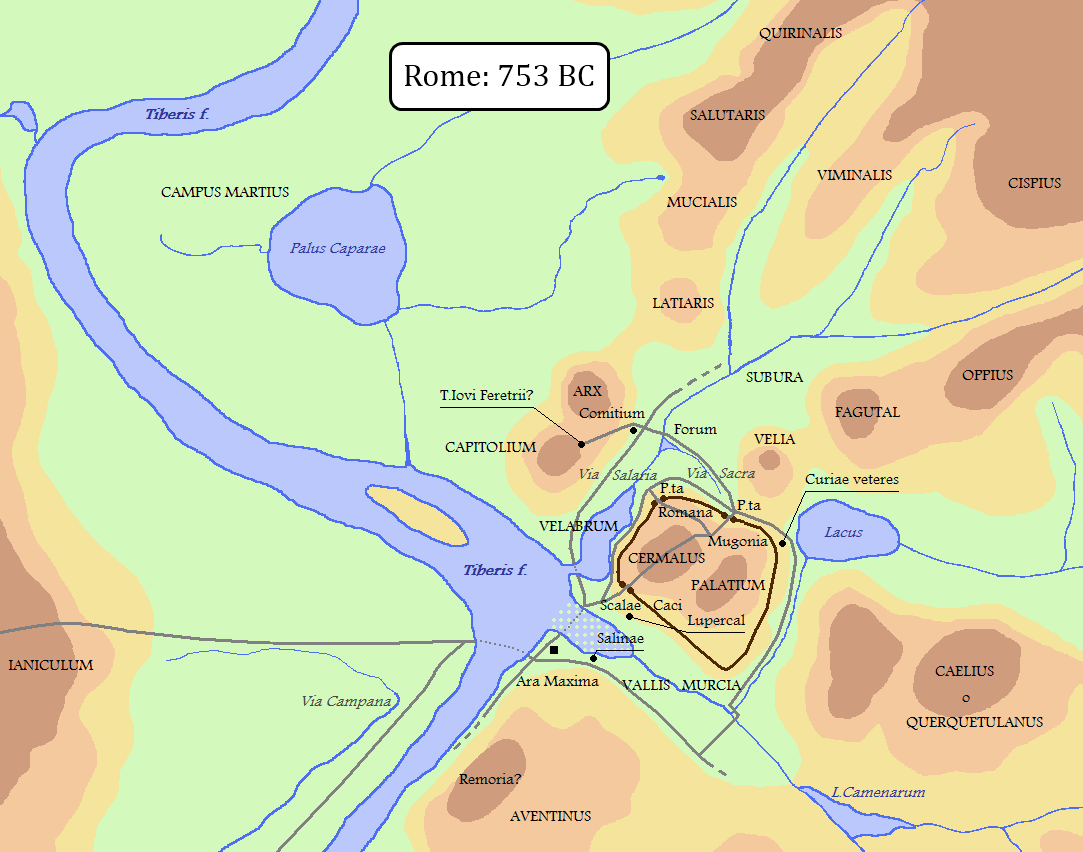
La Velia en el mapa de Roma (especulativo) en el año de su fundación (c. 753 a. C.).

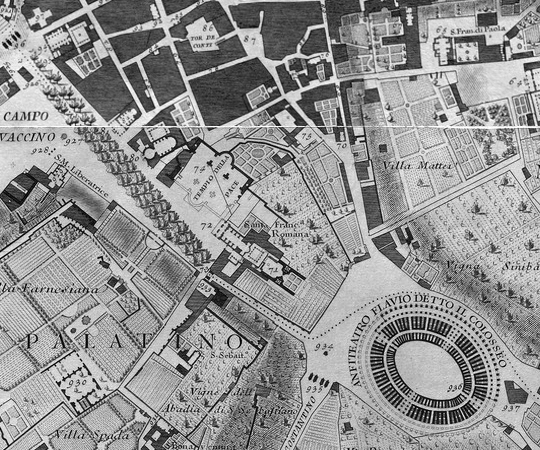
En Nuova Topografia di Roma de G. B. Nolli (1748), la colina Velia en el centro.

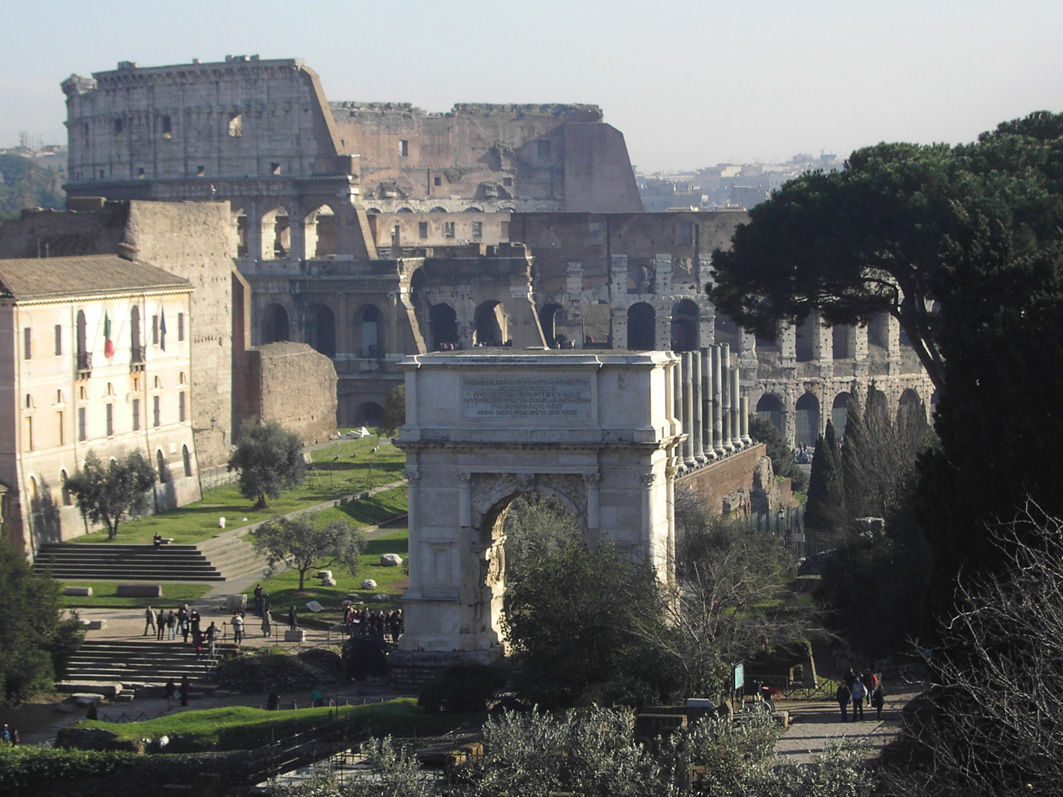
La Velia vista desde el Palatino, con el Arco de Tito en primer plano y el Coliseo al fondo.

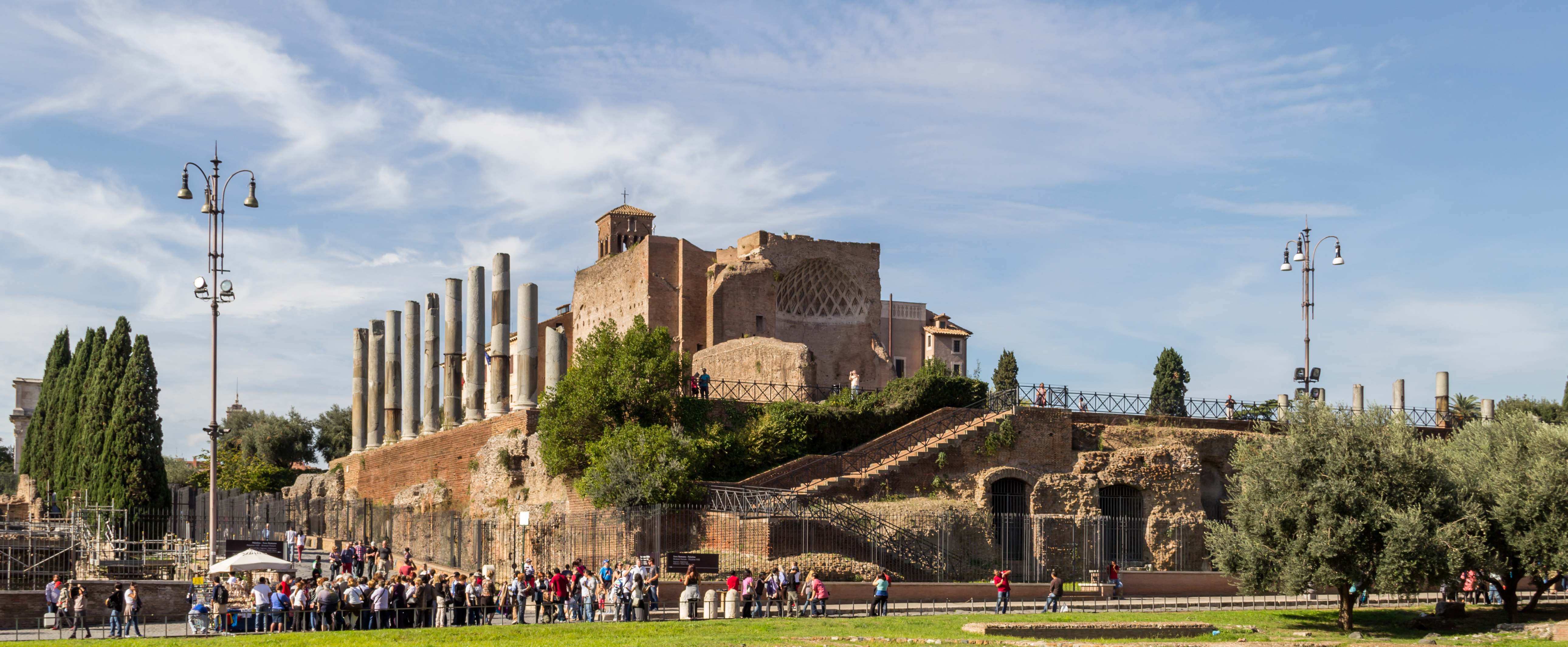
Restos del templo de Venus y Roma en las laderas de la Velia frente a la depresión del Coliseo.

La Velia, colina Velia o cresta veliana es una de las siete colinas de Roma, un promontorio de unos 40 metros de altura. Está situada entre la colina Palatina y la colina Oppio, una de las ramificaciones del Esquilino. 
En épocas posteriores, la Velia recibió el nombre de Summa Sacra Via ("Cumbre de la Vía Sacra"), ya que esta vía comenzaba allí en su punto más alto, y estaba marcada por el Arco de Tito y el Templo de Venus y Roma. Una teoría alternativa es que la Velia fuera en realidad la mitad oriental del Palatino.

## Situación
La Velia, con el monte Palatino y el monte Capitolino, era una de las alturas que dominaban naturalmente la zona donde se iba a construir el Foro Romano, y limitaba con el barrio de Carinae, del que estaba separado por el vicus Cyprius, donde según la tradición romana, Tulia la Menor supuestamente mató a su padre Servio Tulio, atropellándolo con su carro tirado por caballos.
La Velia (a veces también indicada en plural, como Veliae) estaba incluida en la antiquísima lista del Septimontium y junto con el Palatino constituía una de las cuatro regiones en que el rey Servio Tulio había dividido la ciudad.

## Historia
La Velia estaba ocupada ya en el siglo IX a. C. por un asentamiento independiente lo suficientemente influyente como para participar con su propio nombre (velienses) en las ceremonias de las Fiestas latinas de Alba Longa, al igual que las villas del Celio y Viminal (Querquetulani y Vimi(ni)tellarii). En aquella época, el relieve de la colina debía de ser marcado, ya que ésta se consideraba una defensa natural que protegía el Foro del sudeste, del mismo modo que el Capitolio lo protegía del noroeste.
La colina es descrita por Dionisio de Halicarnaso como ὑψηλὸν ἐπιεικῶς καὶ περίτομον (alta y escarpada). Una tumba primitiva hallada en 1908 cerca del Arco de Tito se encontraba a unos 28 metros sobre el nivel del mar, mientras que en la parte más baja del valle ocupado por el Foro Romano se encontró tierra virgen a 3,6 metros, y en relación con la excavación del Sepulcretum, a 10,63 metros. La altura original de la estribación puede haber disminuido algo con la construcción de la Domus Aurea.
En la Velia se alzaban las domus del rey Tulio Hostilio y la de Publio Valerio Publícola. Publio la hizo demoler en una sola noche, en cuanto oyó el rumor entre el pueblo de que pretendía convertirse en rey. Reconstruyó su domus en la ladera de la misma colina, y a su muerte se erigió en el lugar de su casa un templo dedicado a la diosa Vica Pota. Junto a la casa se encontraba también la tumba que excepcionalmente se le permitió construir en el interior del pomerium. Sin embargo, la colina siguió siendo prerrogativa de los Valeri, una de las familias romanas más ilustres e influyentes, que tenían aquí su residencia principal.
A los pies de la colina se encontraba entonces el tigillum Sororium, el arco de madera bajo el que se hizo pasar al superviviente de los Horacios como condena (pasar bajo el yugo era humillante) por haber matado a su hermana Camila.
Desde la antigüedad, la colina fue objeto de obras de construcción, que modificaron profundamente su forma original. En el lado oriental, se han encontrado pavimentos de viviendas que datan de la época republicana. Bajo la basílica de Majencio, se han encontrado pavimentos de horrea de la época altoimperial (Horrea Piperataria, porque allí se almacenaba pimienta). Tras el gran incendio de Roma, la colina fue prácticamente nivelada para permitir la construcción por Nerón del atrio de su Domus Aurea, en su lado oriental, donde posteriormente Adriano edificó el templo de Venus y Roma, mientras que su lado occidental fue excavado para la construcción del Templo de la Paz. Finalmente, desapareció por completo con la construcción de la Via dei Fori Imperiali.
El significado y la procedencia de la Velia son tan inciertos hoy como lo fueron en la Antigüedad. En la literatura existente se menciona regularmente en relación con el Aedes Deorum Penatium ("Templo de los Penates") y la Domus Valeriorum ("Casa de los Valerii").